# Festa dels Masos de Torroella de Montgrí i l'Estartit
La Festa dels Masos de Torroella de Montgrí i l'Estartit, o Festa de Santa Maria dels Masos, és una festa popular que se celebra el 8 de setembre (dia de les marededeus trobades), en honor de santa Maria, patrona dels masos, a l'ermita de Santa Maria del Mar (també anomenada Santa Maria del Masos), al municipi de Torroella de Montgrí (Baix Empordà). El programa d'actes de la festa inclou una missa, un concert i ballada de sardanes i altres activitats, com dinar o berenar de germanor, i antigament un ball d'envelat.

## Història
A principis del segle xx, la família Mascort, propietària de l'ermita de Santa Maria del Mar, organitzava els actes religiosos de la festa, mentre que una comissió que representava els habitants dels masos, organitzava els actes lúdics, finançats per la majoria de masos, i els músics de l'orquestra dinaven en diferents masos. La missa tenia lloc a l'ermita de Santa Maria del Mar, normalment oficiat pel rector de la parròquia de l'Estartit, on es cantaven els goigs en honor de sant Maria i també de sant Galderic. Les sardanes es tocaven al davant de l'ermita o a l'era del mateix mas. Els balls es realitzaven en un envelat llogat, que s'instal·lava en un camp del mas.
Durant la Guerra Civil espanyola la festa s'interrompé, i l'ermita va ser saquejada i cremada el juliol de 1936. En la postguerra es va reprendre la festa, però poc després sorgiren discrepàncies entre els masos propers a Torroella de Montgrí i els propers a l'Estartit, i es van arribar a crear dues comissions organitzadores que van realitzar programacions festives diferents per als masos propers a l'un o l'altre nucli, provocant això un declivi de les festa, que cap als anys 1970 els actes es limitaven a la missa i la ballada de sardanes. El 1979 un litigi per la propietat de l'ermita, que el Bisbat de Girona havia inscrit en el registre de la propietat al seu favor, i que el Tribunal Suprem va donar la raó a la família Mascort, va motivar que es deixés de celebrar la missa a l'ermita de santa Maria i es traslladés durant molts anys a l'església de Santa Anna de l'Estartit. El 1979 la comissió dels masos va deixar de constituir-se, i la família Mascort es va fer càrrec de la festa. Els terrenys al voltant de l'ermita es van transformar en un càmping, i la participació a la festa va començar a disminuir. El 2004 es va constituir l'Associació de Masos de Torroella de Montgrí i l'Escala (AMTE), que juntament amb la família Mascort van revitalitzar la festa, el 2005 la missa es va tornar a celebrar a l'ermita de Santa Maria del Mar. Actualment la festa es celebra el cap de setmana més proper al 8 de setembre.